# آلبرتا واتسون
فیت سوزان آلبرتا واتسون (به انگلیسی:Faith Susan Alberta Watson) (زاده ۶ مارس ۱۹۵۵) بازیگر کانادایی سینما و تلویزیون بود. وی در دنیای هنر با نام آلبرتا واتسون شناخته می‌شد.

## زندگی‌نامه

### اوایل دوران زندگی
آلبرتا واتسون در تورنتو کانادا زاده شد. او با مادر و برادرش زندگی می‌کرد. از همان ابتدا به عضویت گروه تئاتری محلی درآمد. آلبرتا در همان دوران مادرش را از دست داد و در طول تئاتر با کارگردانی به نام رنه بونیره آشنا شد که او را به سریال نیکیتای افسونگر نیز برد.

### زندگی حرفه‌ای
آلبرتا اولین فیلمش را در سن ۱۹ سالگی بازی کرد. همچنین از معروف‌ترین کارهای او می‌توان به بازی در سریال نیکیتای افسونگر (۱۹۹۷-۲۰۰۱) و فصل چهارم سریال ۲۴ اشاره کرد.
از فیلم‌های معروف او می‌توان به بازی در فیلم شاهزاده و من، عمیقاً و مراقب اشاره کرد.